# 1975年のテレビ (日本)
1975年のテレビ（1975ねんのテレビ）では、1975年（昭和50年）の日本におけるテレビジョン放送全般の動向についてまとめる。

## 主なできごと
準キー局の毎日放送（MBS）と朝日放送がネットチェンジ（腸捻転解消）。
3月31日、毎日放送（MBS）と朝日放送（ABC、後の朝日放送テレビ）による東京→大阪間ネットワークチェンジ（いわゆる腸捻転解消）を挙行。これにより、毎日放送はTBS系列となりJNNに、朝日放送はNET系列となりANNに各々加盟する。
東日本放送（宮城県、NETテレビ系）、テレビ新広島（広島県、フジテレビ系）がそれぞれ開局。
両局共10月1日に開局。これにより、両県の日本テレビ系列局（ミヤギテレビ、広島テレビ）がそれぞれクロスネット解消。さらに広島ホームテレビ（NETテレビ系）でネットしていた一部の日本テレビ系・フジテレビ系の番組が姿を消す。以上から、宮城・広島両県での民放4系列4局によるフルネット化が完了、7大都市圏全てで同体制が確立する。
番組
- 10月1日、日本民間放送連盟のCM基準改正により、プライムタイムなどにおけるスポットニュースなどのミニ番組の放送枠が、これまでの5分から6分に拡大。
- カラーテレビが一般的に普及してきたことから、カラーで視ることを前提にした番組制作が一般的になり、朝日放送『パネルクイズ アタック25』やTBS『七つの文字』等、判別するのに赤・青・緑等の色が使われ、モノクロで視るとそれらが判別不能又はし難い番組が登場する様になる。[注 1]
- 局の看板となる、以下の番組が放送開始又は終了。
  - 開始
    - 日本テレビ:『カックラキン大放送!!』、『テレビ三面記事 ウィークエンダー』、『トヨタ日曜ドキュメンタリー（→TOYOTA）知られざる世界』、『それは秘密です!!』
    - TBS:『Gメン'75』、『シャボン玉こんにちは』、『料理天国』、『ぴったし カン・カン』、『テレポートTBS6』（関東ローカル）
    - フジテレビ:『欽ちゃんのドンとやってみよう!』、『タイムボカンシリーズ』
    - NET:『独占!女の60分』、『一休さん』
    - 朝日放送:『おはようワイド・土曜の朝に』、『パネルクイズ アタック25』、『ラブアタック!』（いずれもネットチェンジ後に開始）
    - 読売テレビ:『びっくり日本新記録』

  - 終了
    - TBS:『ありがとう』、『お笑い頭の体操』
    - 毎日放送:『がっちり買いまショウ』（TBSへのネットチェンジ後に終了）

新機材、新技術導入など
NHKがこの年、昭和天皇の訪米取材報道がきっかけで、小型カラーテレビカメラと携帯型ビデオデッキ（当時はUマチック方式）を組み合わせた「ENG (Electronic News Gathering)」を導入。翌1976年には、民放でもテレビ高知や福井テレビジョン放送で導入され始める。カラーフィルムの様な現像を必要とせず、撮って出しが直ぐにできたり、ダビング編集もできることから、フィルムに代わり、報道取材や番組ロケに於いての収録システムとして定着。最終的には全テレビ局で導入され、取材収録システムのスタンダードとなる。1982年にはカメラとビデオデッキを一体化したシステム「ベータカム」も登場する。

## 番組関係の出来事

### 1月
- 5日
  - NHK総合、大河ドラマ『元禄太平記』放送開始（ - 12月28日）。[1]
  - フジテレビ系『カルピスまんが劇場』で、ウィーダの小説を原作としたアニメ『フランダースの犬』が放送開始（ - 12月28日）。同作以降、前作『アルプスの少女ハイジ』までのZUIYOから日本アニメーションに制作が移行。
- 6日 - 日本テレビ系、日曜を除く夕方の時間帯に、キャスターニュースとしての性格を強めたワイドニュース『NNN JUST NEWS』が放送開始（ - 1984年3月31日）。[注 2]
- 7日 - 毎日放送・NET（後のテレビ朝日）系（当時）、テレビアニメ番組『まんが日本昔ばなし』放送開始（声:市原悦子・常田富士男）。3月31日から毎日放送がTBS系列にネットチェンジすることもあり、3月25日に一旦終了。翌1976年1月3日からTBS系に移行して放送を再開する[1]。中央児童福祉審議会推薦番組。
- 18日 - 関西テレビで元漫画トリオメンバーの横山ノックと上岡龍太郎の司会によるトーク番組『ノックは無用!』（関西ローカル）がこの日放送開始。1997年9月27日まで22年9ヶ月続く長寿番組となった。

### 2月
- 2日 - フジテレビ系アニメ『サザエさん』でこの日から3月2日までの5週にわたって「サザエさん放送6周年傑作選」と銘打ち、これまでに放送された作品から厳選して再放送した。その後レギュラー放送と並行して、4月1日より火曜19:00枠で再放送『まんが名作劇場 サザエさん』を開始。レギュラー版と異なるオープニング・エンディングを採用し、1997年11月18日まで放送される人気番組となる。

### 3月
- 21・22日 - 近畿放送テレビ（KBS。後の京都放送=KBS京都テレビ）で、女優で、ねむの木学園園長の宮城まり子がメインパーソナリティを務めた日本初の長時間チャリティーテレビ番組『宮城まり子のチャリティーテレソン』が25時間にわたって放送された。[1]
- 27日 - TBS[注 3]系木曜19時枠、天地真理の冠バラエティ番組シリーズ『真理ちゃんシリーズ』が、この日終了の『はばたけ!真理ちゃん』をもって、2年半・計5作の幕を降ろす。
- 28日
  - NHK総合平日18時30分 - 45分の人形劇『新八犬伝』（原作：曲亭馬琴、1973年4月2日 - ）が、2年間（全464回）の放送に幕を降ろす。
  - TBS系金曜19時枠、円谷プロダクション制作の特撮シリーズ、第2期ウルトラシリーズ第4作『ウルトラマンレオ』がこの日終了、これにより、1971年開始の『帰ってきたウルトラマン』以来続いた第2期ウルトラシリーズは幕を降ろす。なお2日後の30日には同じTBS・円谷プロ作品『SFドラマ 猿の軍団』も終了し、円谷作品は1本もなくなる。
- 31日
  - この日よりTBS・NET（後のテレビ朝日）両局のネットチェンジが行われ、朝日放送（後の朝日放送テレビ）[注 4]はTBS系からNET系に、毎日放送はNET系からTBS系にそれぞれ変更される。なお同日、NET系『ビッグワイド60分』で、新ネットを記念したザ・ドリフターズの特別番組『春だ!がんばれドリフターズ』を放送。更に翌4月1日にはTBS系でも、ドリフをメインにした初の改編時特別番組『20年だョ!全員集合』を東京・文京公会堂から公開生放送、これが9月30日開始の改編時特別番組『4・10月だョ!全員集合』へつながる。
  - フジテレビ系の歌謡番組『夜のヒットスタジオ』の司会を前年春より務めていた朝丘雪路[注 5]と1972年よりナレーションなどで出演した声優の野沢那智が降板し、翌4月7日放送分より、残った三波伸介と芳村真理のコンビ司会体制で放送を継続した。なお同日の放送は、4月5日に日本初の引退興行を控えたザ・ピーナッツへの餞別として「さよならザ・ピーナッツ」と題した特別企画が編成された回である。以後、1976年のアグネス・チャン（留学に伴う芸能活動長期休止）、1978年の南沙織（学業専念に伴う芸能活動引退、翌年に写真家・篠山紀信と結婚）、1980年の山口百恵（俳優・三浦友和との結婚に伴う芸能活動引退）、1981年のピンク・レディー（解散、1990年代以降に数回期間限定で再結成）、石野真子（歌手・長渕剛との結婚による芸能活動引退、のち離婚により芸能界復帰）、1985年の高田みづえ（大相撲大関・若嶋津（当時）との結婚に伴う芸能活動引退）など、歌手の引退・解散・長期休業時における「さよなら企画」が同番組の名物企画として定着した。
  - 東京12チャンネル（後のテレビ東京）でこの日より、平日19:00に帯歌謡バラエティ番組『7時のナマナマ歌謡曲』を開始するが、わずか3か月強後の7月9日で打ち切られる。その3ヶ月弱後の10月6日には、平日19:30に報道系帯情報番組『うわさの報告書』を開始するが、半年後の1976年3月で終了した。

### 4月
- 1日
  - TBS系午後のワイドショー『3時にあいましょう』の新司会者に元NHKアナウンサーの野村泰治、アシスタントに当時TBSアナウンサーの遠藤泰子がそれぞれ登板した。
  - この日からフジテレビ系平日正午枠の番組を変更、12:00 - 12:30にはコント・ラッキー7らが司会の帯バラエティ番組『爆笑ゴールデンショー』を開始、12:45の『サンケイテレニュース』は12:30に繰り上げ、空いた12:45 - 13:00には帯演芸番組『おまたせしました演芸2題』を編成した。この半年後の10月1日には更に大幅に変更、『サンケイテレニュース』を12:00 - 12:15に拡大繰り上げして、『FNNニュース12:00』と改題、帯バラエティ番組は12:15 - 13:00に統一して、初代林家三平・海老名美どり父娘司会の『三平・美どりのドキドキ生放送』（ - 1976年3月31日）を編成した。以後1977年3月までフジテレビ平日正午は『12:00』＋バラエティ番組体制となるも、一挙に人気が低下する。
- 2日 - 関西テレビ制作・フジテレビ系のバラエティ番組『おくにじまんスター自慢』（司会：桂小金治）が開始。提供は前半はロート製薬一社提供、後半はロート製薬を除いた複数社提供。この「ロート&複数社」路線は時間帯を移動しながら2010年3月までの『SMAP×SMAP』（フジテレビ・関西テレビ共同制作）まで35年間続く[注 6]。
- 4日
  - フジテレビ系の子供番組『ママとあそぼう!ピンポンパン』の2代目お姉さん（1971年10月 - ）・石毛恭子が、この日をもってお姉さん役を卒業し、この日は7日から3代目お姉さんを務める酒井ゆきえが出演した（石毛・酒井両名とも当時局アナ）。なお石毛は翌1976年3月限りでフジテレビを退社してフリーに転身し、同局で4月より子供番組『あつまれ!ドレミッコ』の司会を担当したが、わずか3ヶ月で終了した。
  - 日本テレビ系で公開バラエティ番組『カックラキン大放送!!』が放送開始（ - 1986年3月。途中中断あり）。
  - NET系で千葉真一主演ドラマが金曜9時枠に移動し『ザ★ゴリラ7』が放送開始（ - 10月3日、全26話）。
- 5日
  - 朝日放送・NET系土曜8時半枠で、トークをメインとしたワイドショー番組『おはようワイド・土曜の朝に』放送開始（ - 1989年3月25日）。メイン司会はTBS系時代に『モーニングジャンボ奥さま8時半です』の司会者としてTBSに4年間出向し（前身の『モーニングジャンボ』時代から）、前述のネットチェンジを期に大阪へ戻ってきた朝日放送アナウンサー（当時）の玉井孝が務めた。
  - 毎日放送・TBS系土曜19時枠、東映制作の特撮シリーズ、仮面ライダーシリーズ（石ノ森章太郎原作）第5作『仮面ライダーストロンガー』放映開始（主演:荒木しげる。 - 12月27日、全39話）。しかし、1971年に第1作『仮面ライダー』から開始したシリーズも一応の区切りを迎える。また、第1作から立花藤兵衛役を演じた小林昭二が同作品を最後に卒業した。
  - NET系土曜19時30分枠で、東映制作の特撮シリーズで、2021年現在も続くスーパー戦隊シリーズ[注 7][注 8]の1作目となる『秘密戦隊ゴレンジャー』が放送開始（ - 1977年3月26日、全84話。石ノ森章太郎原作）。
  - フジテレビ系土曜19時30分枠で、萩本欽一司会の90分バラエティ番組『欽ちゃんのドンとやってみよう!』が放送開始（ - 1980年3月）[1]。後に、TBS系の裏番組の視聴率を時には上回る人気番組となる。
  - 日本テレビ系土曜22時枠で、ワイドショー仕立ての情報バラエティ番組『テレビ三面記事 ウィークエンダー』が放送開始[1]。司会は漫画家の加藤芳郎（ - 1984年5月）。なお大晦日には、この年起こった事件を集めた『大晦日スペシャル イヤーエンダー'75』を放送した。
  - 東京12チャンネルで山城新伍司会の深夜バラエティ『独占!男の時間』放送開始（ - 1977年3月26日）。[注 9][1]
- 6日
  - よみうりテレビの日曜朝枠で、関西ローカルの医療情報番組『テレビドクター』（武田薬品工業一社提供）放送開始。2009年10月11日まで34年半続く長寿番組となった。
  - 日本テレビ系で、日曜昼枠にゲームバラエティ番組『目方でドーン!』放送開始。司会はレツゴー三匹。その後内容や司会を変更しながら、1984年まで継続する。同じく日本テレビ系で、それまで日曜21時→同22時で放送されていたドキュメンタリー番組『日立ドキュメンタリー すばらしい世界旅行』（日立一社提供）が、この日より日曜19:30に移動（ - 1990年9月16日）、開いた日曜22時には、新たなドキュメンタリー番組『トヨタ日曜ドキュメンタリー（→TOYOTA）知られざる世界』（トヨタグループ単独提供）を開始（ - 1986年12月26日）する。
  - 朝日放送・NET系で、日曜午後枠に東洋リノリューム（後の東リ）一社提供[注 10]のクイズ番組『パネルクイズ アタック25』放送開始（ - 2021年9月26日[注 11]）。初代司会は児玉清（俳優）[注 12][注 13]。なお、『アタック25』の開始により、1961年以来14年間日曜13時台（それ以外の時も有り）に放送された演芸番組『日曜演芸会』は16時台に移動、更に10月4日には土曜14時台に移動して『末廣演芸会』と改題し、枠移動を繰り返しながら1981年まで続く。
- 7日 - NHK、新年度の番組編成開始。
  - 連続テレビ小説第15作『水色の時』放送開始（ - 10月4日）。同作品から連続テレビ小説は半年交代の前後2作制となる[2]。
- 9日 - NHK総合でクイズ番組『ゲーム ホントにホント?』放送開始（ - 1981年3月13日）。
- 15日 - フジテレビ系列の『火曜ワイドスペシャル』で『第5回芸能人選抜! 春の紅白バレーボール大会』を放送、また10月28日には同枠で『オールスター夢の球宴』（始球式：山口百恵・桜田淳子）、10月21日には同枠で『第15回オールスター紅白大運動会』をそれぞれ放送。『大運動会』は1970年、『夢の球宴』は初回の1971年」、『バレーボール大会』は初回の1973年より、それぞれ春秋開催だったが、この年より『バレーボール大会』は春限定開催[注 14]、『大運動会』と『夢の球宴』は秋限定開催[注 15]に、それぞれ変更した。
- 21日 - 日本テレビ系「月曜スター劇場」枠で、宇津井健主演のテレビドラマ『たんぽぽ』（第2シリーズ）[注 16]が放送開始（ - 11月3日。全29回）。
- 24日 - TBS系列のテレビドラマ『ありがとう（第4シリーズ）』が終了。1970年のスタート以来、5年間、シリーズ全4作が制作された。

### 5月
- 2日 - フジテレビ系で、『小川宏ショー』司会の小川宏がフジテレビの全番組に出演する企画『5・2小川宏のテレビアタック24時間!!』が行われる。
- 5日 - NHK総合で、若手アイドル歌手専門の歌謡特別番組『ヤング歌の祭典』をこの年から開始（ - 1978年）。司会は山川静夫アナウンサー（当時）。
- 24日 - TBS系土曜21時枠で、東映制作・丹波哲郎主演の刑事ドラマ『Gメン'75』が放送開始（ - 1982年4月3日）。

### 6月
- 30日 - フジテレビで、日本各地から一品料理を紹介するミニ番組・グルメ番組『くいしん坊!万才』（キッコーマン醤油(後のキッコーマン)一社提供）がこの日から放送開始。当初は複数のリポーターが出演していた。

### 7月
- 5日 - 9月13日 - TBS系の公開バラエティ番組『8時だョ!全員集合』で、ザ・ドリフターズの「修行」という理由により公開生放送を一時中止。この間は「夏休み傑作特集」と銘打ち、これまでのコントの傑作選を放送した[注 17]。
- 28日 - NET系で特別番組『ちびっこものまね紅白歌合戦』を放送、この年は春大会を一旦中断し、新たに夏大会を開催、そしてこの回から総合司会が土居まさるから玉置宏に変更、玉置は1984年の最終放送まで続く。また12月29日には冬大会も放送された。

### 8月
- 11日 - フジテレビ系の歌謡番組『夜のヒットスタジオ』において、当時開催中の沖縄国際海洋博覧会の会場から生放送。出演歌手は五木ひろし・山口百恵・黒木真由美・和田アキ子・森進一、そして沖縄出身の南沙織と、翌年から新たに司会に就任する井上順。だが当日は台風の影響で特設ステージが使えず、会場近くのブース内での放送となった。かくして、同番組が野外放送の時は天候不順になるのが連発する。
- 30日 - NET系土曜昼の『土曜ショー』のこの日の放送で、赤塚不二夫（漫画家）を迎え「マンガ大行進 赤塚不二夫ショー」と題した企画を放送。この回で、当時福岡県から上京し赤塚宅に居候していた森田一義（タモリ）が出演。これがタモリ自身初のテレビ出演、かつ芸能界デビューとなった[3][4][注 18]。

### 9月
- 27日 - 朝日放送制作で、ミヤコ蝶々の司会で親しまれたトーク番組『夫婦善哉』（1955年 - 1975年）がこの日の放送をもって終了、ラジオ放送時代から数えて20年の歴史に幕。腸捻転解消後は視聴率が低迷していた。
- 29日
  - TBS系の平日朝枠で、情報番組『おはよう720』放送開始[注 19]。海外レポートのコーナー「キャラバンII」のテーマ曲である「ビューティフル・サンデー」（原歌唱：ダニエル・ブーン、日本語盤歌唱：トランザム、田中星児）が大ヒットした。
  - 同じくTBS系の平日昼枠で、バラエティ番組『シャボン玉こんにちは』[注 20]（牛乳石鹸一社提供[注 21]）放送開始（ - 1981年3月27日）。同番組で司会を務めた愛川欽也とうつみ宮土理は3年後の1978年11月に結婚した。

### 10月
- 1日 - フジテレビ系の子供番組『ひらけ!ポンキッキ』が、この日より14:00から8:15に移動、昼の番組から朝の番組へと変更する。同時に関東地区では17:30より、当日放送分の再放送を開始した。なお枠移動に伴い、それまで月 - 土8:00 - 8:40で放送されていた『ママとあそぼう!ピンポンパン』は、平日放送が7:45 - 8:15に短縮繰り上げしたのに対し、土曜放送は8:00 - 8:30と短縮したのみ[注 22]、初めて平日と土曜の放送枠が異なった。この体制は1978年3月まで続く。
- 4日
  - NET系土曜正午枠でバラエティ番組『独占!女の60分』放送開始。初代司会は水の江瀧子（ - 1992年3月）[注 23]。
  - TBS系土曜18時台前半枠で、料理バラエティ番組『料理天国』（サントリー一社提供[注 24]）が放送開始。芳村真理と西川きよしの司会で長年親しまれ、司会者の交代もありながら1992年9月26日まで17年間継続する。
  - フジテレビ系土曜18時30分枠で、タツノコプロ制作のアニメ『タイムボカン』が開始。一連の『タイムボカンシリーズ』が同作から7作品、約8年に亘って続く。
  - フジテレビ系ではこの他、土曜19時枠で、かつて1961年から1972年まで放送された『ズバリ!当てましょう』が復活する。
- 5日
  - よみうりテレビ・日本テレビ系日曜19時台前半枠で、視聴者参加スポーツアトラクションバラエティ番組『びっくり日本新記録』放送開始（ - 1985年10月。途中中断あり）。
  - 朝日放送・NET系『パネルクイズ アタック25』の放送時間がこの日から5分拡大（13:15 - 13:40→13:45に変更[注 25][注 26]）。また新ルールとしてゲーム後半で正解者が他のパネルを1枚消せる「アタックチャンス」を採用、このルールは2021年の終了まで46年間続く番組名物となった。
- 6日
  - NHK連続テレビ小説第16作『おはようさん』（NHK大阪放送局制作）放送開始。ここから年度後期の連続テレビ小説は大阪制作となる（ - 1976年4月3日）。
  - 日本テレビ系の朝の子供番組『おはよう!こどもショー』が、この日より大リニューアル。平日版は2部に分け、第2部は今までと同じ「こどもショー」であったが、第1部は前日（5日）まで日曜で放送していた「コンちゃんのトンカチうたじまん」をリニューアルした「こどものどじまん」の曜日別戦となり、その曜日別のチャンピオンを、土曜日の「チャンピオン戦」で戦わせる内容に変更、そして日曜日は、子供の観客から参加者を募って歌わせる「とびいりのどじまん」だった。これに伴い「のどじまん」の司会は、大村崑と石川牧子（当時：日本テレビアナウンサー）から横山やすし・西川きよし、審査員は山下毅雄（作曲家）から谷啓に、それぞれ変更[注 27]。
  - TBSの平日18時台前半で、キー局で初のローカルワイドニュース番組『テレポートTBS6』が放送開始（ - 1990年3月30日）。
- 7日
  - 日本テレビ系火曜19時30分枠で、桂小金治の司会によるクイズ番組を兼ねた対面番組『それは秘密です!!』が放送開始（ - 1987年9月29日）。
  - TBS系火曜19時30分枠で、クイズ番組『ぴったし カン・カン』が放送開始。司会は当時TBSアナウンサーだった久米宏[注 28]（ - 1986年3月25日）。
- 8日 - 日本テレビ系の『水曜ロードショー』で、1939年に全編カラー製作された米国の映画の長編名作『風と共に去りぬ』が世界で初めてテレビ放映された（翌週（15日）にまたがり前・後篇で編成）。
- 10日 - NET系金曜9時枠の千葉真一主演ドラマ第二弾『燃える捜査網』が始まる。
- 15日 - NET系水曜19時30分枠で、東映動画（後の東映アニメーション）制作・日本船舶振興会（後の日本財団）提供のアニメ『一休さん』放送開始[注 29]。1982年6月28日まで7年・全296回にわたって続く長寿アニメとなった。

### 11月
- 2日 - 朝日放送制作の恋愛バラエティ番組『ラブアタック! 7人のサムライ』がこの日関西ローカルで放送開始。司会は横山ノックとエバ[注 30]。当初は30分番組で、5か月後に『ラブアタック!』に改題し1時間番組に拡大。1977年4月よりテレビ朝日系列での全国ネット番組に昇格した（ - 1984年10月14日）。
- 30日 - 毎日放送制作で、夢路いとし・喜味こいしの司会で親しまれたゲームバラエティ番組『がっちり買いまショウ』（1963年 - 1975年、江崎グリコ・グリコグループ単独提供[注 31]）が12年の歴史に幕。腸捻転解消後は視聴率が低迷していた。

### 12月
- 7日 - 毎日放送制作・TBS系で『がっちり買いまショウ』のリニューアル後継番組として、前番組と同様グリコ提供で、新たに三波伸介を司会に迎え『伸介のグリコがっちりショッピング』を放送開始（ - 1977年3月27日）。
- 27日 - TBS系のゲームバラエティ番組で、大橋巨泉司会・ロート製薬一社提供で親しまれた『お笑い頭の体操』（1968年 - 1975年）がこの日の放送をもって終了、8年の歴史に幕。翌週（年明け）から同じく巨泉司会・ロート提供の『クイズダービー』に引き継がれた。
- 31日
  - TBS系で『1975年度（第17回）輝く!日本レコード大賞』を生放送（19:00〜20:55）。大賞は布施明の「シクラメンのかほり」。
  - 第26回NHK紅白歌合戦が放送（21:00〜23:45）。視聴率72.0%（関東地区、ビデオリサーチ調べ）。
  - 日本テレビでは『NHK紅白歌合戦』の裏番組として『コント55号の紅白歌合戦をぶっ飛ばせ！なんてことするの!?』が放映された。
  - 一方、NET系では『さよなら昭和50年 美空ひばり 歌は我が命』を新宿コマ劇場から生放送、この年は戦後30年を記念し昭和歌謡の代表曲も披露[6]。ひばりのワンマンライブが大晦日に放送されたのはこれで3年連続となった。

## その他テレビに関する話題

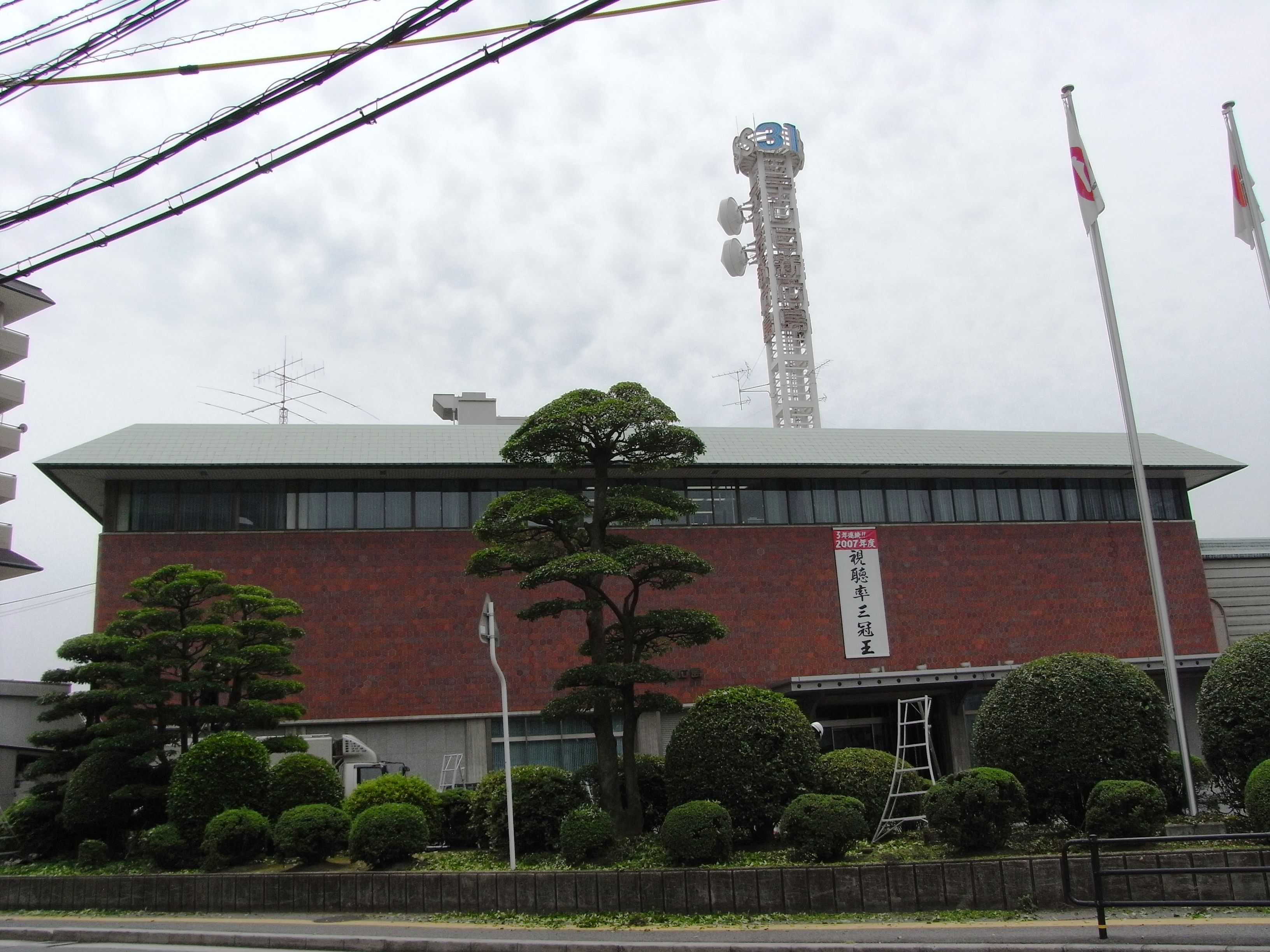
テレビ新広島（10月1日開局。写真は初代社屋）

- 3月31日 - 毎日放送（MBS）と朝日放送（ABC、後の朝日放送テレビ）による東京→大阪間ネットワークチェンジ（いわゆる腸捻転解消）を挙行。これにより、毎日放送はJNN、朝日放送はANNにそれぞれ当日をもってネットワーク加盟。また、ANN単独加盟ながらJNN系列の番組の大半（報道番組含む）を番組販売扱いでネットしていた青森テレビ（ATV）もANNを脱退してJNNに正式加盟。なお、青森県のANN系列はNNN・NNS系列の青森放送（RAB）に移行し、RABはクロスネット局に移行[注 32]。
- 4月7日 - NHKが東京と大阪で行っていたUHF試験放送を休止する（免許期限が切れる1976年2月6日に正式廃止）[7]。
- 9月1日 - 宮城テレビ放送が開局5周年を機に、局の愛称を「宮城テレビ」から「ミヤギテレビ」に、略称も「MTB」から「mm34」に改める（略称は1985年10月に「MMT」、愛称は2010年1月に「ミヤテレ」にそれぞれ再変更）。
- 10月1日
  - 東日本放送（宮城県、NETテレビ系）、テレビ新広島（広島県、フジテレビ系）がそれぞれ開局。これにより、両県の日本テレビ系列局（ミヤギテレビ、広島テレビ）がそれぞれクロスネット解消。さらに広島ホームテレビ（NETテレビ系）でネットしていた一部の日本テレビ系・フジテレビ系の番組が姿を消す。以上から、宮城・広島両県での民放4系列4局によるフルネット化が完了、7大都市圏全てで同体制が確立する。
  - 日本民間放送連盟のCM基準改正により、プライムタイムなどにおけるスポットニュースなどのミニ番組の放送枠が、これまでの5分から6分に拡大。日本テレビ系列（NNN）、フジテレビ系列（FNN）、NETテレビ（後のテレビ朝日）系列（ANN）、東京12チャンネル（後のテレビ東京）が先行して実施。なお、TBS系列（JNN）は実施を見送った[注 33][8]。

## 開局
- 10月1日
  - 東日本放送
  - テレビ新広島

## 周年

### 番組
- 放送開始15周年
  - 兼高かおる世界の旅（TBS）
- 放送開始10周年
  - 奥さまスタジオ 小川宏ショー（フジテレビ）
  - アフタヌーンショー（NETテレビ）
  - 11PM（日本テレビ・よみうりテレビ）
- 放送開始5周年
  - NNNドキュメント（日本テレビ）
  - クイズグランプリ（フジテレビ）
  - 全日本歌謡選手権（よみうりテレビ）
  - 遠くへ行きたい（よみうりテレビ）
  - ラブラブショー（フジテレビ）
  - 東芝ファミリーホール特ダネ登場!?（日本テレビ）
  - RABニュースレーダー（青森放送）

### 開局
- 3月16日 - 山形放送テレビジョン放送開始15周年。
- 4月1日
  - テレビジョン放送開始20周年 - 東京放送
  - テレビジョン放送開始15周年 - 秋田放送
  - 開局5周年 - 山形テレビ、福島中央テレビ、テレビ山梨、山陰中央テレビジョン放送、テレビ山口、テレビ高知、テレビ大分、テレビ宮崎
- 6月1日 - 福井放送、琉球放送テレビジョン放送開始15周年。
- 10月1日
  - テレビジョン放送開始15周年 - 宮崎放送
  - 開局5周年 - 宮城テレビ放送
- 12月1日 - 広島ホームテレビ開局5周年。

## 記念回
- 1000回以上
  - スター千一夜（フジテレビ）5005回
- 500回以上
  - アップダウンクイズ（毎日放送）600回 - 4月6日
  - 特別機動捜査隊（NET）700回 - 4月9日
- 100回以上
  - ヤングおー!おー!（毎日放送）300回 - 4月6日
  - スター誕生!（日本テレビ）200回 - 7月27日
  - 金曜10時!うわさのチャンネル!!（日本テレビ）100回 - 9月5日
  - パンチDEデート（関西テレビ）100回 - 9月7日[注 34]

## 視聴率
（※関東地区、ビデオリサーチ調べ）

### バラエティ・歌番組
1. 第26回NHK紅白歌合戦（NHK総合、12月31日）72.0%
2. '75新春スターかくし芸大会（フジテレビ、1月1日）43.1%
3. 1975年度輝く!日本レコード大賞（TBS、12月31日）43.0%

### ドラマ
1. 連続テレビ小説 鳩子の海（NHK総合、3月22日）53.3%
2. 連続テレビ小説 水色の時（NHK総合、5月9日）46.8%
3. 連続テレビ小説 おはようさん（NHK総合、12月10日）43.3%
4. 大河ドラマ 元禄太平記・最終回（NHK総合、12月14日）41.8%
5. 水戸黄門 第6部（TBS、9月1日）- 37.2%
6. 太陽にほえろ!（日本テレビ、9月26日）- 35.5%
7. 時間ですよ・最終回（TBS、4月9日）- 31.4%

### スポーツ
1. 大相撲春場所・千秋楽（NHK総合、3月23日 17:03-18:00）50.6%
2. 世界J・ミドル級タイトルマッチ「ショットガン・アルバラード×輪島功一」（フジテレビ、1月21日）47.7%
3. 第57回全国高等学校野球選手権大会・決勝（NHK総合、8月24日）45.3%
4. 大相撲秋場所・千秋楽（NHK総合、9月28日 17:05-18:00）41.4%
5. 木曜スペシャル 世界ライト級タイトルマッチ「ガッツ石松×ケン・ブキャナン」（日本テレビ、2月27日）40.7%

### ニュース・報道
1. ローカルニュース・天気予報（NHK総合、5月7日 20:55-21:00）50.6%
2. ニュース（NHK総合、12月31日 20:55-21:00）45.7%
3. ニュース（NHK総合、8月23日 7:00-7:20）42.5%
4. 首都圏交通スト情報（NHK総合、5月9日 8:04-8:12）41.1%
5. ニュースセンター特集（NHK総合、5月7日）40.8%
6. スタジオ102（NHK総合、2月21日）40.4%

## テレビ番組

### テレビドラマ

#### NHK
- 大河ドラマ 元禄太平記（主演：石坂浩二）
- ふりむくな鶴吉（1974年10月 - 1975年9月）
- 連続テレビ小説
  - 水色の時（主演：大竹しのぶ、香川京子、米倉斉加年）
  - おはようさん（主演：秋野暢子、中田喜子）
- 続・けったいな人びと（大阪局制作。原作：田辺聖子／出演：八千草薫、藤田まこと、笑福亭仁鶴 他）

#### 日本テレビ系
- 月曜スター劇場
  - たんぽぽ（第2シリーズ）（主演：宇津井健）
  - ひまわりの詩（出演：池内淳子、三浦友和、杉村春子 他）
- 火曜9時枠
  - 剣と風と子守唄（出演：三船敏郎、中村敦夫、斎藤こず恵、赤塚真人） - 同枠最後の時代劇。
  - はぐれ刑事（出演：平幹二朗、田中邦衛、沖雅也 他） - 同作以降は刑事ドラマなどの現代物に路線変更。
- 火曜劇場
  - 薔薇夫人（主演：新珠三千代）
  - 微笑（出演：高峰秀子、千秋実、沢田雅美 他）
  - 夏の影（出演：池内淳子、池部良、高橋悦史 他）
  - 心の旅路（出演：佐久間良子、江守徹、北村和夫、佐藤友美）
- 水曜8時枠
  - 俺たちの勲章（主演：松田優作、中村雅俊）
  - 山盛り食堂（出演：京塚昌子、都はるみ、植木等、ガッツ石松、杉田かおる 他）
- 木曜9時枠（よみうりテレビ制作）
  - 北都物語（出演：金沢碧、二谷英明、渡辺美佐子、木村功、沖雅也、五十嵐じゅん（後の五十嵐淳子） 他）
  - 野わけ（出演：大谷直子、津川雅彦、古谷一行、浜木綿子、芦田伸介、岡崎友紀 他）
  - 冬の陽（出演：北大路欣也、中村敦夫、金沢碧、石立鉄男 他）
  - 以上の3作の原作はいずれも渡辺淳一である。
- 金曜劇場
  - ちんどんどん（出演：加藤剛、伴淳三郎、水沢アキ 他）
  - 前略おふくろ様（出演：萩原健一、梅宮辰夫、坂口良子、田中絹代）
- 土曜グランド劇場
  - ほおずきの唄（出演：島田陽子、近藤正臣、小倉一郎、森本レオ、水谷豊、宍戸錠、三世中村翫右衛門 他）
  - 男なら（出演：石坂浩二、林隆三、伴淳三郎 他）
- 日曜8時枠
  - おふくろさん（出演：京塚昌子、石立鉄男 他）
  - 俺たちの旅（出演：中村雅俊、 津坂まさあき、田中健他）
- 日曜9時枠時代劇
  - 長崎犯科帳（主演：萬屋錦之介）
  - 十手無用 九丁堀事件帖（主演：高橋英樹）
- 愛のサスペンス劇場

#### TBS系
- ポーラテレビ小説
  - お美津（主演：岡江久美子）
  - 加奈子（主演：遥くらら）
- 妻そして女シリーズ（毎日放送制作）
- ナショナル劇場
  - 水戸黄門・第6部（出演：東野英治郎、里見浩太朗、横内正、中谷一郎、高橋元太郎 他）
  - 江戸を斬るII（出演：西郷輝彦、松坂慶子 他）
- 火曜8時枠
  - 虹のエアポート（出演：山村聰、中山仁、松坂慶子、桜木健一、浅茅陽子、森本レオ、瞳順子 他）※第1回作品
- 火曜9時枠
  - あんたがたどこさ 第2シリーズ（出演：森繁久彌、山岡久乃、樫山文枝、和田アキ子 他）
  - フライパンの唄（出演：加藤治子、進藤英太郎、山岡久乃、和田アキ子、愛川欽也、津坂まさあき、柴俊夫 他）
- 水曜劇場
  - 寺内貫太郎一家2（出演：小林亜星、加藤治子、悠木千帆（後の樹木希林）、西城秀樹、浅田美代子、風吹ジュン、谷隼人）
  - 花吹雪はしご一家（出演：森光子、荒井注、西城秀樹、左とん平、泉ピン子、由利徹、相本久美子 他）
- 水曜10時枠（ここから毎日放送制作）
  - 青銅の花びら（出演：小川真由美、関根恵子（後の高橋惠子）、三國連太郎、田村正和、山村聰 他）
  - 放浪家族（出演：香山美子、平幹二朗、芦田伸介、津川雅彦 他）
- 木曜8時枠
  - はじめまして（出演：江利チエミ、山村聰 他）
  - 明日がござる（TBS創立25周年記念番組。出演：水前寺清子、沢田雅美、井上順 他）
- 木曜9時枠（ここからTBS制作）
  - 火をみた女（出演：岩下志麻、三國連太郎、桃井かおり、田村亮、長塚京三 他）
  - 白い華燭（出演：栗原小巻、藤岡弘、新克利 他）
  - 家庭の秘密（出演：秋吉久美子、池上季実子、中山仁 他）
  - 君の歌が聞きたい（出演：島田陽子、村野武範、古谷一行 他）
- 金曜8時枠
  - あたしのものよ（1974年12月6日 - 1975年5月30日）
  - あこがれ共同隊（出演：桜田淳子、郷ひろみ、西城秀樹、三田佳子、黒柳徹子 他）
  - ばあちゃんの星（主演：悠木千帆）
- 金曜9時枠
  - 白い地平線（出演：田宮二郎、小川真由美、松坂慶子、森田健作 他）
  - 赤い疑惑（赤いシリーズ第2作。出演：宇津井健、山口百恵、三浦友和 他）
- 金曜ドラマ
  - 裏切りの明日（出演：原田芳雄、倍賞美津子、高橋幸治 他）
  - 許せない愛（出演：香山美子、秋吉久美子、中山仁、藤間紫 他）
  - 悪魔のようなあいつ（出演：沢田研二、若山富三郎 他）
  - ガラスの森（出演：竹脇無我、田村正和、酒井和歌子 他）
- 土曜10時枠
  - 必殺必中仕事屋稼業（朝日放送制作、必殺シリーズ第5作。出演：緒形拳、林隆三、草笛光子、中尾ミエ、岡本信人 他。2クール目でNET系・金曜10時枠へ移行）
  - 影同心（毎日放送制作。出演：山口崇、渡瀬恒彦、金子信雄、浜木綿子、黒沢年男（後の黒沢年雄）、水谷豊、山城新伍 他）
- 日曜10時台前半枠（中部日本放送制作）
  - ごめんなさいね（出演：ミヤコ蝶々、和泉雅子、中山仁 他）
  - 妻のあした（出演：江利チエミ、乙羽信子、篠田三郎 他） - 最終作品。
- Gメン'75（出演：丹波哲郎、原田大二郎、藤木悠、夏木陽介 他）

廃枠
- 12月 - 日曜10時台前半枠 - 『すばらしき仲間』放送開始のため。

枠新設
- 10月 - 火曜8時枠（第1回作品は『虹のエアポート』）

#### フジテレビ系
- 月曜20時枠
  - 野生のエルザ - 海外作品。
  - 命がけの青春 ザ・ルーキーズ - 同上。
  - たぬき先生奮戦記（主演：坂上二郎）
- 江戸の旋風（出演：加山雄三、露口茂、津坂まさあき 他）
- 月曜21時枠
  - 太陽ともぐら（第2シリーズ）（主演：倍賞千恵子）[注 35]
  - 痛快!河内山宗俊（出演：勝新太郎、山村聰、原田芳雄、火野正平、ヒデ、桃井かおり、草笛光子） - 同作以降は時代劇。
- 火曜22時枠（関西テレビ制作）
  - けんか安兵衛（出演：松方弘樹、有島一郎、松尾和子、仁科明子（後の仁科亜希子） 他） - 白雪劇場最終作。
  - 宮本武蔵（出演：10代目市川海老蔵（後の十二世團十郎）、浜畑賢吉、目黒祐樹、小林由枝（後のかおり） 他）
- 水曜ホーム劇場
  - 鎌倉はるなつ（出演：山本富士子、木村功、他）
  - 娘たちの四季 愛は素直に（出演：中野良子、高橋洋子、長山藍子、夏桂子、沢田雅美、宝生あやこ、根津甚八、他）
- 土曜劇場
  - 赤ちゃんがいっぱい（出演：新珠三千代、小沢栄太郎、酒井和歌子、小川知子、ホーン・ユキ 他）
  - あなただけ今晩は（出演：若尾文子、藤田まこと、岸田今日子、仁科明子 他）
  - 赤福のれん（出演：十朱幸代、財津一郎 他）
- 新宿警察（原作：藤原審爾／出演：北大路欣也、藤竜也、財津一郎、小池朝雄 他）
- がんじがらめ（テレビ西日本制作。原作・脚本：花登筺／出演：香山美子、山口崇、小沢栄太郎 他）

枠移動
それまで火曜22時枠で放送されていた『どてらい男（ヤツ）』（関西テレビ制作。主演：西郷輝彦）が、4月改編で日曜21時枠へ移動した（ - 1977年3月）。

#### NET系
- 水曜9時枠時代劇
  - 鬼平犯科帳（主演：丹波哲郎）
  - 徳川三国志（フルネット局共同制作〈NET、ABC、HTB、NBN、UHT、KSB、KBC〉。出演：松方弘樹、中村敦夫、片岡孝夫（後の15代目仁左衛門）、田村正和、山﨑努 他）
- ナショナルゴールデン劇場
  - さやえんどう（主演：佐久間良子）
  - じゃがいも 第2シリーズ（出演：森光子、佐野浅夫、吉沢京子、三浦友和、志村喬 他）
  - どてかぼちゃ（主演：森繁久彌）
- 金曜9時枠（ここからNET制作）
  - ザ★ゴリラ7（主演：千葉真一）
  - 燃える捜査網（主演：千葉真一）
- 日曜8時枠時代劇
  - 賞金稼ぎ（出演：若山富三郎、睦五郎（後の睦五朗）、ジュディ・オング、大村崑、石田信之、瞳順子 他）
  - マチャアキの森の石松（主演：堺正章）
- 必殺仕置屋稼業（朝日放送制作、必殺シリーズ第6作。出演：沖雅也、藤田まこと、新克利、渡辺篤史、中村玉緒 他）
- 遠山の金さん（出演：杉良太郎、小鹿ミキ、岡崎友紀、岸部シロー（後の岸部四郎）、伊東四朗 他）
- 霧の感情飛行（朝日放送制作。出演：石坂浩二、緒形拳、大谷直子、佐藤慶 他） - 当初26話の予定が21話で打ち切りとなった。
- TOKYO DETECTIVE 二人の事件簿（朝日放送制作。出演：篠田三郎、高岡健二（後の高岡建治）、植木等、ジュディ・オング 他）

### 子供向けドラマ

#### NHK
- 連続人形劇 真田十勇士（NHK総合）
- 少年ドラマシリーズ
  - なぞの転校生（主演：高野浩幸）
- 大草原の小さな家

#### TBS系
- 幸福ゆき（主演：坂口良子） - 火曜7時枠最終作。
- おそば屋ケンちゃん（主演：宮脇康之、岡浩也、斎藤ゆかり）

廃枠
- 9月 - 火曜7時枠 - アニメ枠に変更のため。

### テレビアニメ
- キリンのものしり館（毎日放送）
- 世界名作劇場 フランダースの犬（フジテレビ）
- まんが日本昔ばなし（毎日放送 / NET） - 1月〜3月限定[注 36]
- まんが名作劇場 サザエさん（フジテレビ） - 再放送番組
- みつばちマーヤの冒険（朝日放送）
- 勇者ライディーン（NETテレビ）
- ラ・セーヌの星（フジテレビ）
- ドンチャック物語（東京12チャンネル）
- ガンバの冒険（日本テレビ）
- 少年徳川家康（NETテレビ）
- ゲッターロボG（フジテレビ）
- 宇宙の騎士テッカマン（NETテレビ）
- イルカと少年（TBS） - 日仏合作作品。
- アラビアンナイト シンドバットの冒険（フジテレビ）
- クムクム→まんが・わんぱく大昔クムクム（毎日放送）
- タイムボカン（フジテレビ） - タイムボカンシリーズ第1作
- 鋼鉄ジーグ（NETテレビ）
- UFOロボ グレンダイザー（フジテレビ）
- アンデス少年ペペロの冒険（NETテレビ）
- 元祖天才バカボン（日本テレビ）
- 草原の少女ローラ（TBS） - 火曜7時枠第1作
- 一休さん（NET→テレビ朝日）
- 手塚治虫まんがアワー（東京12チャンネル） - 『ジャングル大帝』（第1作）と『ふしぎなメルモ』を再放送。

### 特撮番組
- 冒険ロックバット（東海テレビ）
  - 声の出演：松金よね子、辻村真人、槐柳二、小宮和枝、村越伊知郎 他
- 正義のシンボル コンドールマン（NETテレビ）
  - 出演：佐藤仁哉、多々良純、池田駿介、飯塚昭三 他
- 仮面ライダーストロンガー（毎日放送）- 昭和仮面ライダーシリーズ第1期最終作
  - 出演：荒木茂、岡田京子、小林昭二、柴田秀勝、納谷悟朗 他
- 秘密戦隊ゴレンジャー（NETテレビ）- スーパー戦隊シリーズ第1作
  - 出演：誠直也、宮内洋、畠山麦、小牧りさ、伊藤幸雄、だるま二郎、高原駿雄 他
- アクマイザー3（NETテレビ）
  - 出演：千葉治郎、井上真樹夫、矢田耕司、八奈見乗児、吉田理保子 他
- 少年探偵団 (BD7)（日本テレビ）
  - 出演：黒沢浩、浜田柾彦、藤山律子、深江章喜、団次郎 他
- それ行け!カッチン（TBS）

### 報道・情報番組
- テレビ三面記事 ウィークエンダー（日本テレビ）
- テレビドクター（よみうりテレビ）
- モーニングジャンボおはよう地球さん（TBS）
- おはよう720（TBS）
- テレポートTBS6（TBS）
- ANNニュースライナー（NET→テレビ朝日）
- ANNニュースセブン（NET→テレビ朝日）
- ANNニュースファイナル（NET→テレビ朝日）
- うわさの報告書（東京12チャンネル）

### バラエティ番組
- バラエティー世界史漫遊（NHK総合）
- あの町この町評判家族（よみうりテレビ）
- びっくり日本新記録（よみうりテレビ）
- カックラキン大放送!!（日本テレビ）第1期（4月 - 9月）[注 37]
- それは秘密です!!（日本テレビ）
- ベスト3夢の顔合せ（日本テレビ）
- 目方でドーン!（日本テレビ）
- 笑って!笑って!!60分（TBS）
- シャボン玉こんにちは（TBS）
- 伸介のグリコがっちりショッピング（毎日放送）
- 爆笑ゴールデンショー（フジテレビ）
- おまたせしました演芸2題（フジテレビ）
- 三平・美どりのドキドキ生放送（フジテレビ）
- 欽ちゃんのドンとやってみよう!（フジテレビ）
- マチャアキ!するぞー（びっくり大喜劇）（フジテレビ）
- ノックは無用!（関西テレビ）
- 東西対抗お笑いルーレット（関西テレビ）[注 38]
- '75びっくり人間登場（NETテレビ）
- お笑い他流試合（NETテレビ）
- ドカドカ大爆笑（NETテレビ）
- ドカンと一発60分!（NETテレビ）
- 独占!女の60分（NET→テレビ朝日）
- 木曜スター対抗戦（NETテレビ）
- おはようワイド・土曜の朝に（朝日放送）
- 宮田輝の日本縦断 ふるさと（NETテレビ）
- 二郎さんのOh!マイおやじ（朝日放送）
- ラブアタック!（朝日放送）
- ザ・23（NETテレビ）
- 独占!男の時間（東京12チャンネル）
- カップル誕生（東京12チャンネル）
- 爆笑パニック!体当たり60分（東京12チャンネル）
- ビックリ大集合!（東京12チャンネル）
- きんきんギラギラ大放送（東京12チャンネル）

### クイズ番組
- （ゲーム）ホントにホント?（NHK総合）
- ぼくらチャレンジャー（NHK総合）
- ぴったし カン・カン（TBS）
- 七つの文字（TBS）
- ズバリ!当てましょう（フジテレビ）※第2期
- （東リ／アルインコ／日興）パネルクイズ アタック25（朝日放送→朝日放送テレビ）

### 音楽番組
- ヒット'75（日本テレビ）
- 第1回日本テレビ音楽祭（日本テレビ）
- 一億人の歌謡曲（TBS）
- 歌のグランプリ（TBS）
- 歌だ!飛び出せ2万キロ（フジテレビ）
- 歌謡ヒットプラザ（フジテレビ）
- せんみつのJOYJOYスタジオ（NETテレビ）
- 7時のナマナマ歌謡曲（東京12チャンネル）
- とび出せ!歌謡ショー（東京12チャンネル）

### 教養・ドキュメンタリー番組
- あいうえお（NHK教育）
- いちにのさんすう（NHK教育）
- みどりの地球（NHK教育）
- あすの世界と日本（日本テレビ）[9]
- 第3の目（フジテレビ）[9]
- 20世紀の映像（毎日放送）

### 料理番組
- 料理天国（TBS）
- キッチンパトロール（TBS）

### スポーツ番組
- ハロー!スポーツ（日本テレビ）
- 素人勝ちぬき大相撲（東京12チャンネル）
- 小松原三夫のゴルフ道場（東京12チャンネル→テレビ東京）

### 紀行番組
- 世界あの店この店（NETテレビ→テレビ朝日）

### 単発特別番組枠
- サンデースペシャル（TBS） - 1976年7月11日まで放送、その後正式タイトルなしで同年10月10日まで放送。

### 特別番組
- 3月21日 - 22日：宮城まり子のチャリティーテレソン（近畿放送） - 日本初のテレビ長時間特別番組。
- 3月31日：春だ!がんばれドリフターズ（NET） - 新ネットワーク記念番組。
- 4月1日：20年だョ!全員集合（TBS） - 開局20周年記念および新ネットワーク記念番組。
- 4月13日：さようならザ・ピーナッツ（TBS） - 『サンデースペシャル』初回。『ザ・ピーナッツ さよなら公演』東京公演（4月5日）の模様を放送。
- 5月2日：5・2小川宏のテレビアタック24時間!!（フジテレビ）
- 5月5日：ヤング歌の祭典（NHK総合） - 第1回。
- 7月28日]：ちびっこものまね紅白歌合戦（NETテレビ） - 初の夏大会。12月29日にも冬大会を放送。
- 9月30日：テレビ祭り 10月だョ!全員集合（TBS） - 上記の番組を元にした番組の第1回。

### 既存番組のカラー化
全てNHK教育テレビで、特記以外は全て4月からカラー化
- 理科教室中学2年生 - 3月までは、半分の回数をカラー化。4月からは全面カラー化。[10][11]
- 高校生の科学～生物[11]
- 通信高校講座～生物Ⅰ[11]
- 囲碁の時間[11]
- 将棋の時間[11]